# Didier Guigue
Didier Jean Georges Guigue (Redessan, França, 02/02/1954) é compositor, musicólogo e instrumentista, referência nacional em música eletroacústica e professor da Universidade Federal da Paraíba.

## Biografia
Em 1979, Didier concluiu a graduação em música pela Université Paris 8 Vincennes-Saint-Denis. Dez anos depois, obteve o título de Mestre pela mesma universidade e, em 1996, concluiu o doutorado em música e musicologia do século XX pela École des Hautes Études en Sciences Sociales, na França.
Em 1982, paralelamente ao cargo de professor da Universidade Federal da Paraíba, Didier iniciou suas atividades como fagotista da Orquestra Sinfônica da Paraíba, na qual permaneceu até 1988.
Reconhecido nacional e internacionalmente, em 1997 o compositor tem obras executadas na Bienal de Música Brasileira Contemporânea (Rio de Janeiro), em Brasília e no Jazz Festival Brazil-Argentina, além da presença na International Computer Music Conference, em Thessaloniki, na Grécia.
Utilizando o computador e recursos eletroacústicos em suas obras, tanto na vertente erudita quanto popular, em 1999 lança o CD "Vox Vitimae" e, em 2004 e 2005, lança os álbuns "Reason Studies" e "Náufragos". 
Em 2011 publica o livro "Estética da Sonoridade", pela editora Perspectiva, no qual expõe sua pesquisa musical.

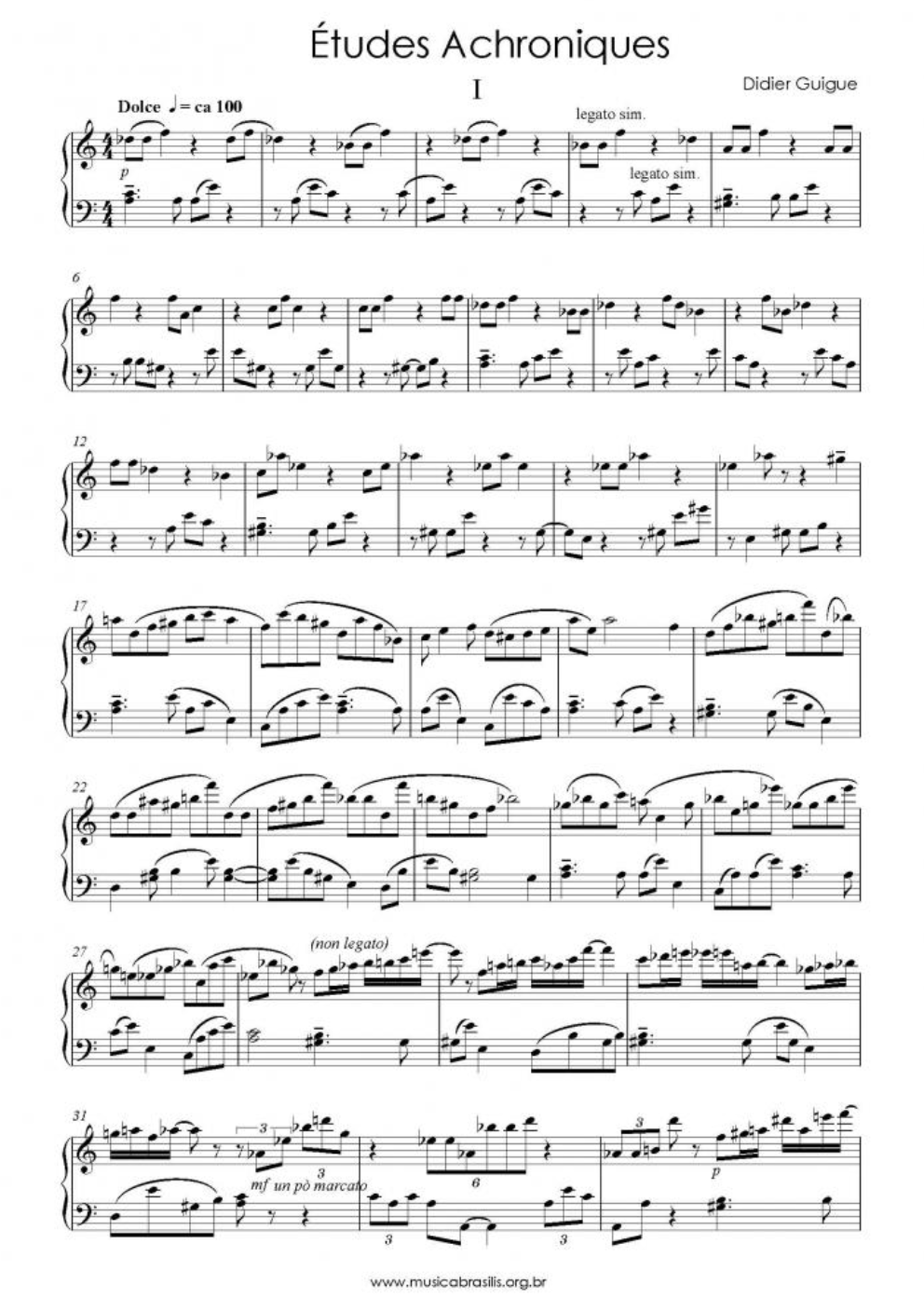
Études Achroniques (Didier Guigue) - 1a página. Partitura completa disponível no portal [https://musicabrasilis.org.br/partituras/didier-guigue-etudes-achroniques Musica Brasilis